# عدس
عدس، '، ' یا نسک(به فارسی افغانستان و تاجیکستان)  (نام علمی: Lens esculinaris)، گیاهی کوچک شبیه به نخود و دانهٔ آن از دانه‌های خوراکی (حبوبات) است که معمولاً در خاک‌های فقیری که برای کاشت دیگر محصولات مناسب نیست، کاشته می‌شود. عدس در انواع و رنگ‌های گوناگونی وجود دارد که عدس قهوه‌ای، سبز، نارنجی از آن جمله‌اند. برای پختن نان، عدس را با آرد مخلوط می‌کنند. در ایران، از این گیاه، برای تهیه عدس‌پلو استفاده می‌کنند همچنین عدس برای جبران کم خونی مفید است.

## ریشه واژه
واژه عدس ریشه عربی دارد و از این زبان وارد فارسی شده‌است. معادل فارسی این واژه،  نسک 
و هنوز در برخی از زبان‌های ایرانی مرکزی اسفاده میشود
معنی نسک nasak در لغت نامه دهخدا نسک. [ ن َ ] (اِ): نشک (عدس ). این کلمه به صورت نرسک و نرسنگ هم آمده. (حاشیه ٔ برهان قاطع چ معین ). نام غله‌ای است که به عربی عدس می گویند. (برهان قاطع). عدس. (لغت فرس اسدی ) (آنندراج ) (جهانگیری ) (اوبهی ) (دهار) (غیاث اللغات ).
آنکو ز سنگ خارا آهن برون کشد
نسکی ز دست تو نتواند برون کشید.
گر بخواهم از کسی یک مشت نسک
مر مرا گوید خمش کن مرگ و جسک.مولوی (از انجمن آرا)

## انواع عدس
عدس دو نوع است:
عدس رسمی که دانه آن گرد و نسبتاً درشت و رنگ آن سبز مایل به زرد است.
عدس ریز یا عدس قرمز که دانه‌های آن ریز و به رنگ قرمز است.
انواع عدس در بازار ایران به دودسته تقسیم می‌شود عدس ایرانی و عدس خارجی
عدس ایرانی
عدس روس
عدس کانادایی

## طبع عدس
عدس از نظر طب قدیم ایران معتدل و خشک است و مانند دیگر گیاهان، پوست و دانه آن دارای اثرات متضاد یکدگر است. یعنی پوست عدس گرم و خود عدس قابض است. به‌عبارت‌دیگر پوست آن ملین و مغز آن ضداسهال است.

## ارزش غذایی
بنا بر پایگاه اطلاعاتی کتابخانه ملی کشاورزی آمریکا، هر ۱۰۰ گرم از عدس خام شامل ۳۵۳ کالری انرژی است؛ همین مقدار عدس پخته ۱۱۶ کالری انرژی دارد. عدس خام شامل ۸٪ آب، ۶۳٪ کربوهیدرات از جمله ۱۱٪ فیبر غذایی، ۲۵٪ پروتئین، و ۱٪ چربی (در جدول). عدس منبع غنی تغذیه‌ای (۲۰٪ یا بیشتر از مقدار مواد مغذی مورد نیاز روزانه یا DV) است و از تعداد زیادی مواد مغذی، شامل اسید فولیک (۱۲۰٪ DV)، ویتامین ب۱ (۷۶٪ DV)، پانتوتنیک اسید (۴۳٪ DV)، ویتامین ب۶ (۴۲٪ DV)، فسفر (۴۰٪ DV)، آهن (۵۰٪ DV)، و روی (۳۵٪)، می‌شود.
به دلیل آهن و پروتئین موجود در آن، عدس را گوشت فقرا هم می‌نامند، البته برخلاف پروتئین‌های جانوری، عدس فاقد ویتامین ب۱۲ است.

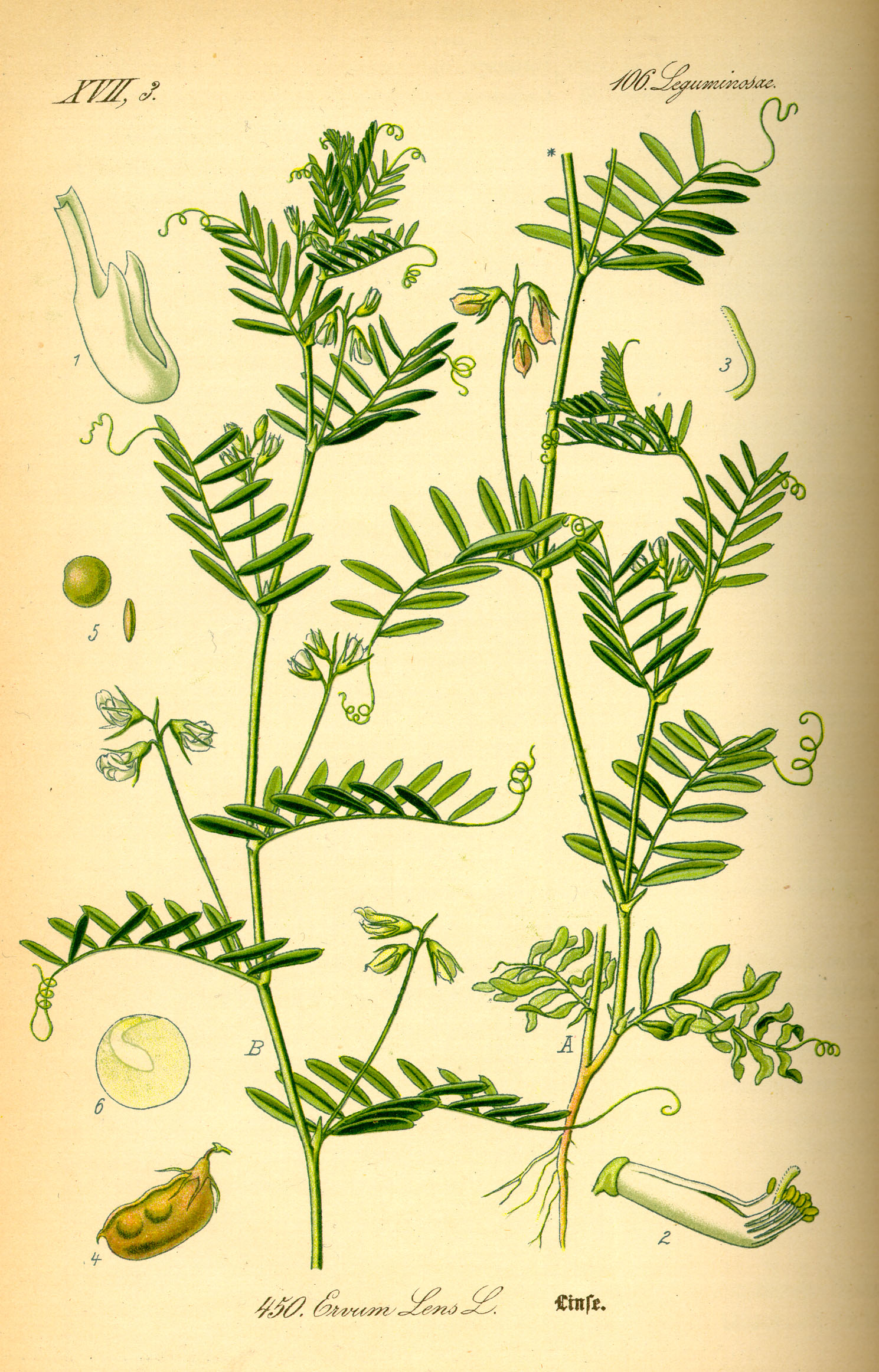
تصویری از گیاه عدس، ۱۸۸۵